# سرنی ورخ (بور)
سرنی ورخ (به صربی: Crni Vrh) یک کوه در صربستان است که در شرق این کشور واقع شده‌است. سرنی ورخ ۱٬۰۴۳ متر بالاتر از سطح دریا واقع شده‌است.